# Николо Кампријани
Николо Кампријани (Фиренца, 6. новембар 1987), је италијанки спортиста који се такмичи у стрељаштву. На Олимпијским играма у Лондону освојио је златну медаљу у малокалибарској пушци у дисциплини тростав и сребрну медаљу у ваздушној пушци. Четири године касније у Рио де Жанеиру постао је олмпијски шампион у ваздушној пушци и одбранио титулу у троставу.